# Turn- und Sportverein München von 1860 2000-2001
Questa voce raccoglie le informazioni riguardanti il Turn- und Sportverein München von 1860 nelle competizioni ufficiali della stagione 2000-2001.

## Stagione
Nella stagione 2000-2001 il Monaco 1860, allenato da Werner Lorant, concluse il campionato di Bundesliga all'11º posto. In Coppa di Germania il Monaco 1860 fu eliminato agli ottavi di finale dal Bochum. In Coppa di Lega il Monaco 1860 fu eliminato al turno preliminare dal Kaiserslautern. In Champions League il Monaco 1860 fu eliminato al terzo turno di qualificazione dal Leeds Utd. In Coppa UEFA il Monaco 1860 fu eliminato al terzo turno dal Parma.

## Rosa
| N. |                      | Ruolo | Calciatore       |
| -- | -------------------- | ----- | ---------------- |
| 1  | Germania (bandiera)  | P     | Michael Hofmann  |
| 2  | Germania (bandiera)  | D     | Stephan Paßlack  |
| 3  | Australia (bandiera) | D     | Ned Zelić        |
| 4  | Germania (bandiera)  | D     | Marco Kurz       |
| 5  | Rep. Ceca (bandiera) | D     | Tomáš Votava     |
| 6  | Rep. Ceca (bandiera) | C     | Roman Týce       |
| 7  | Austria (bandiera)   | C     | Marcus Pürk      |
| 8  | Norvegia (bandiera)  | C     | Vidar Riseth     |
| 9  | Germania (bandiera)  | A     | Martin Max       |
| 10 | Germania (bandiera)  | C     | Thomas Häßler    |
| 11 | Germania (bandiera)  | A     | Bernhard Winkler |
| 12 | Croazia (bandiera)   | C     | Filip Tapalović  |
| 13 | Austria (bandiera)   | C     | Harald Cerny     |
| 14 | Norvegia (bandiera)  | C     | Erik Mykland     |
| 15 | Germania (bandiera)  | D     | Holger Greilich  |

| N. |                      | Ruolo | Calciatore       |
| -- | -------------------- | ----- | ---------------- |
| 16 | Austria (bandiera)   | D     | Martin Stranzl   |
| 17 | Bulgaria (bandiera)  | C     | Daniel Borimirov |
| 18 | Australia (bandiera) | A     | Paul Agostino    |
| 19 | Germania (bandiera)  | A     | Markus Beierle   |
| 21 | Germania (bandiera)  | A     | Markus Schroth   |
| 23 | Germania (bandiera)  | C     | Thomas Riedl     |
| 24 | Germania (bandiera)  | D     | Uwe Ehlers       |
| 25 | Germania (bandiera)  | D     | Achim Pfuderer   |
| 26 | Croazia (bandiera)   | C     | Mate Lacic       |
| 27 | Turchia (bandiera)   | D     | Necat Aygün      |
| 28 | Germania (bandiera)  | C     | Daniel Bierofka  |
| 29 | Germania (bandiera)  | P     | Simon Jentzsch   |
| 38 | Germania (bandiera)  | P     | Markus Esche     |
| 39 | Germania (bandiera)  | P     | Axel Keller      |
| 44 | Germania (bandiera)  | D     | Torben Hoffmann  |

## Organigramma societario
Area tecnica
- Allenatore: Werner Lorant
- Allenatore in seconda: Peter Pacult
- Preparatore dei portieri: Claus Boden
- Preparatori atletici:

## Calciomercato

### Sessione estiva
| Acquisti | Acquisti        | Acquisti          | Acquisti |
| R.       | Nome            | da                | Modalità |
| -------- | --------------- | ----------------- | -------- |
| C        | Vidar Riseth    | Celtic            |          |
| A        | Markus Beierle  | Duisburg          |          |
| C        | Daniel Bierofka | Bayern Monaco II  |          |
| D        | Uwe Ehlers      | Hansa Rostock     |          |
| P        | Simon Jentzsch  | Karlsruhe         |          |
| C        | Erik Mykland    | Panathīnaïkos     |          |
| D        | Achim Pfuderer  | Kickers Stoccarda |          |

| Cessioni | Cessioni              | Cessioni       | Cessioni |
| R.       | Nome                  | a              | Modalità |
| -------- | --------------------- | -------------- | -------- |
| D        | Guido Gorges          | Greuther Fürth |          |
| P        | Daniel Hoffmann       | Kocaelispor    |          |
| C        | Michél Mazingu-Dinzey | Hannover 96    |          |
| C        | Thomas Meggle         | St. Pauli      |          |
| C        | Michael Öller         | Greuther Fürth |          |
| C        | Christian Prosenik    | Austria Vienna |          |

### Sessione invernale
| Acquisti | Acquisti        | Acquisti         | Acquisti |
| R.       | Nome            | da               | Modalità |
| -------- | --------------- | ---------------- | -------- |
| D        | Torben Hoffmann | Bayer Leverkusen |          |

| Cessioni | Cessioni     | Cessioni     | Cessioni |
| R.       | Nome         | a            | Modalità |
| -------- | ------------ | ------------ | -------- |
| C        | Martin Čížek | Unterhaching |          |

## Risultati

### Bundesliga

#### Girone di andata
| Arbitro: | Fandel |

|                         |           |                    |
| Ketelaer 34’ Präger 45’ | Marcatori | 6’ Agostino 7’ Max |

| Arbitro: | Heynemann |

|                         |           |            |
| Häßler 44’ Agostino 82’ | Marcatori | 14’ Herzog |

| Arbitro: | Berg |

|                         |           |                               |
| Ikpeba 37’ Herrlich 54’ | Marcatori | 34’, 86’ Agostino 49’ Stranzl |

| Arbitro: | Gagelmann |

|             |           |            |
| Beierle 64’ | Marcatori | 54’ Mpenza |

| Arbitro: | Krug |

|                   |           |  |
| Reichenberger 31’ | Marcatori |  |

| Arbitro: | Fröhlich |

|                           |           |            |
| Agostino 75’, 84’ Max 90’ | Marcatori | 35’ Müller |

| Leverkusen 30 settembre 2000, ore 20:15 CEST 7ª giornata | Bayer Leverkusen | 0 – 0 referto | Monaco 1860 | BayArena (22 500 spett.)\| Arbitro: \| Strampe \| |
| Arbitro:                                                 | Strampe          |               |             |                                                   |

| Arbitro: | Kemmling |

|  |           |                                                      |
|  | Marcatori | 14’ (rig.) Koch 56’ Lokvenc 83’ Pettersson 87’ Reich |

| Arbitro: | Aust |

|                                 |           |            |
| Élber 45’, 65’ Salihamidžić 56’ | Marcatori | 75’ Häßler |

| Arbitro: | Jansen |

|  |           |                |
|  | Marcatori | 90’ Sverrisson |

| Arbitro: | Merk |

|             |           |              |
| Drinčić 62’ | Marcatori | 53’ Agostino |

| Arbitro: | Fandel |

|                      |           |                        |
| Agostino 33’ Max 37’ | Marcatori | 1’ Juskowiak 88’ Marić |

| Arbitro: | Krug |

|                     |           |                         |
| Thiam 19’ Ganea 71’ | Marcatori | 64’ Agostino 80’ Häßler |

| Arbitro: | Meyer |

|  |           |                             |
|  | Marcatori | 19’ Zdrilić 85’ Oberleitner |

| Arbitro: | Fröhlich |

|                                                  |           |  |
| Kurth 42’ Arveladze 65’ Lottner 67’ Springer 76’ | Marcatori |  |

| Arbitro: | Berg |

|              |           |           |
| Max 21’, 68’ | Marcatori | 66’ Agali |

| Arbitro: | Steinborn |

|                          |           |                                    |
| Kobylański 6’ Miriuță 9’ | Marcatori | 54’ Häßler 58’ Riseth 67’ Agostino |

#### Girone di ritorno
| Arbitro: | Merk |

|                           |           |              |
| Bierofka 23’ Agostino 63’ | Marcatori | 74’ Barbarez |

| Arbitro: | Wagner |

|                        |           |  |
| Ailton 65’ Pizarro 71’ | Marcatori |  |

| Arbitro: | Aust |

|                   |           |  |
| Häßler 53’ (rig.) | Marcatori |  |

| Arbitro: | Heynemann |

|                 |           |  |
| Mpenza 50’, 64’ | Marcatori |  |

| Arbitro: | Weiner |

|                           |           |                           |
| Max 72’ Häßler 81’ (rig.) | Marcatori | 22’ Yang 59’ Kryszałowicz |

| Arbitro: | Jansen |

|  |           |                                |
|  | Marcatori | 36’, 43’ Borimirov 50’ Schroth |

| Arbitro: | Fandel |

|             |           |  |
| Schroth 85’ | Marcatori |  |

| Arbitro: | Strampe |

|                                     |           |                                    |
| Lokvenc 46’ Bjelica 48’ Hristov 73’ | Marcatori | 58’ (aut.) Schjønberg 70’ Bierofka |

| Arbitro: | Krug |

|  |           |                      |
|  | Marcatori | 48’ Élber 80’ Sérgio |

| Arbitro: | Steinborn |

|                           |           |  |
| Alves 19’ Preetz 78’, 89’ | Marcatori |  |

| Arbitro: | Heynemann |

|                                   |           |                                             |
| Schröder 56’ (aut.) Borimirov 86’ | Marcatori | 37’, 49’ Baştürk 59’ Reis 88’ Schindzielorz |

| Arbitro: | Fröhlich |

|  |           |              |
|  | Marcatori | 31’ Bierofka |

| Arbitro: | Weiner |

|                     |           |                    |
| Max 12’ Beierle 56’ | Marcatori | 28’ (rig.) Balăkov |

| Arbitro: | Aust |

|                                    |           |                     |
| Strehmel 5’ Rraklli 34’ Spizak 89’ | Marcatori | 40’ Häßler 63’ Týce |

| Arbitro: | Meyer |

|                                           |           |          |
| Max 12’ Agostino 81’ Arveladze 83’ (aut.) | Marcatori | 11’ Timm |

| Rostock 12 maggio 2001, ore 15:30 CEST 33ª giornata | Hansa Rostock | 0 – 0 referto | Monaco 1860 | Ostseestadion (19 000 spett.)\| Arbitro: \| Merk \| |
| Arbitro:                                            | Merk          |               |             |                                                     |

| Arbitro: | Fandel |

|  |           |           |
|  | Marcatori | 25’ Labak |

### Coppa di Germania
| Arbitro: | Steinborn |

|  |           |                                                                 |
|  | Marcatori | 10’, 53’ Max 62’ Riedl 64’ Pfuderer 77’ Cerny 85’, 88’ Agostino |

| Arbitro: | Berg |

|            |           |                           |
| García 41’ | Marcatori | 90’ Beierle 120’ Agostino |

| Arbitro: | Weiner |

|  |           |                                                          |
|  | Marcatori | 32’ Buckley 69’ Baştürk 75’, 89’ Rietpietsch 81’ Drinčić |

### Coppa di Lega
| Arbitro: | Berg |

|  |           |                      |
|  | Marcatori | 8’ Tare 23’ Strasser |

### Champions League

#### Fase di qualificazione
| Arbitro: | Kapitanis |

|                            |           |              |
| Smith 40’ Harte 72’ (rig.) | Marcatori | 90’ Agostino |

| Arbitro: | Larsen |

|  |           |           |
|  | Marcatori | 46’ Smith |

### Coppa UEFA
| Drnovice 12 settembre 2000, ore CEST Primo turno | Drnovice     | 0 – 0 referto | Monaco 1860 | Stadion FK Drnovice (7 024 spett.)\| Arbitro: \| De Bleeckere \| |
| Arbitro:                                         | De Bleeckere |               |             |                                                                  |

| Arbitro: | Khudiev |

|          |           |  |
| Kurz 74’ | Marcatori |  |

| Arbitro: | Rodomonti |

|                                          |           |                           |
| Svensson 13’ Selaković 34’ Andersson 56’ | Marcatori | 35’ Max 38’ (rig.) Häßler |

| Arbitro: | Melnichuk |

|                          |           |               |
| Max 6’, 84’ Agostino 44’ | Marcatori | 25’ Andersson |

| Arbitro: | Sars |

|                      |           |                      |
| Appiah 2’ Micoud 12’ | Marcatori | 79’ Týce 89’ Beierle |

| Arbitro: | Irvine |

|  |           |                                  |
|  | Marcatori | 74’ (rig.) Amoroso 87’ Conceição |

## Statistiche

### Statistiche di squadra
| Competizione      | Punti | In casa | In casa | In casa | In casa | In casa | In casa | In trasferta | In trasferta | In trasferta | In trasferta | In trasferta | In trasferta | Totale | Totale | Totale | Totale | Totale | Totale | DR  |
| Competizione      | Punti | G       | V       | N       | P       | Gf      | Gs      | G            | V            | N            | P            | Gf           | Gs           | G      | V      | N      | P      | Gf     | Gs     | DR  |
| ----------------- | ----- | ------- | ------- | ------- | ------- | ------- | ------- | ------------ | ------------ | ------------ | ------------ | ------------ | ------------ | ------ | ------ | ------ | ------ | ------ | ------ | --- |
| Bundesliga        | 44    | 17      | 8       | 3       | 6       | 23      | 25      | 17           | 4            | 5            | 8            | 20           | 30           | 34     | 12     | 8      | 14     | 43     | 55     | -12 |
| Coppa di Germania | -     | 1       | 0       | 0       | 1       | 0       | 5       | 2            | 2            | 0            | 0            | 9            | 1            | 3      | 2      | 0      | 1      | 9      | 6      | +3  |
| Coppa di Lega     | -     | 1       | 0       | 0       | 1       | 0       | 2       | 0            | 0            | 0            | 0            | 0            | 0            | 1      | 0      | 0      | 1      | 0      | 2      | -2  |
| Champions League  | -     | 1       | 0       | 0       | 1       | 0       | 1       | 1            | 0            | 0            | 1            | 1            | 2            | 2      | 0      | 0      | 2      | 1      | 3      | -2  |
| Coppa UEFA        | -     | 3       | 2       | 0       | 1       | 4       | 3       | 3            | 0            | 2            | 1            | 4            | 5            | 6      | 2      | 2      | 2      | 8      | 8      | 0   |
| Totale            | 44    | 23      | 10      | 3       | 10      | 27      | 36      | 23           | 6            | 7            | 10           | 34           | 38           | 46     | 16     | 10     | 20     | 61     | 74     | -13 |

### Andamento in campionato
| Giornata  | 1 | 2 | 3 | 4 | 5 | 6 | 7 | 8 | 9  | 10 | 11 | 12 | 13 | 14 | 15 | 16 | 17 | 18 | 19 | 20 | 21 | 22 | 23 | 24 | 25 | 26 | 27 | 28 | 29 | 30 | 31 | 32 | 33 | 34 |
| --------- | - | - | - | - | - | - | - | - | -- | -- | -- | -- | -- | -- | -- | -- | -- | -- | -- | -- | -- | -- | -- | -- | -- | -- | -- | -- | -- | -- | -- | -- | -- | -- |
| Luogo     | T | C | T | C | T | C | T | C | T  | C  | T  | C  | T  | C  | T  | C  | T  | C  | T  | C  | T  | C  | T  | C  | T  | C  | T  | C  | T  | C  | T  | C  | T  | C  |
| Risultato | N | V | V | N | P | V | N | P | P  | P  | N  | N  | N  | P  | P  | V  | V  | V  | P  | V  | P  | N  | V  | V  | P  | P  | P  | P  | V  | V  | P  | V  | N  | P  |
| Posizione | 9 | 5 | 3 | 4 | 7 | 4 | 5 | 7 | 11 | 12 | 12 | 12 | 12 | 15 | 16 | 14 | 12 | 10 | 11 | 11 | 11 | 11 | 10 | 9  | 11 | 11 | 12 | 13 | 11 | 11 | 11 | 11 | 11 | 11 |

Legenda:

Luogo: C = Casa; T = Trasferta. Risultato: V = Vittoria; N = Pareggio; P = Sconfitta.

### Statistiche dei giocatori
| Giocatore    | Bundesliga | Bundesliga | Bundesliga  | Bundesliga | Coppa di Germania | Coppa di Germania | Coppa di Germania | Coppa di Germania | Coppa di Lega | Coppa di Lega | Coppa di Lega | Coppa di Lega | Champions League Qual. Coppa UEFA | Champions League Qual. Coppa UEFA | Champions League Qual. Coppa UEFA | Champions League Qual. Coppa UEFA | Totale   | Totale | Totale      | Totale     |
| Giocatore    | Presenze   | Reti       | Ammonizioni | Espulsioni | Presenze          | Reti              | Ammonizioni       | Espulsioni        | Presenze      | Reti          | Ammonizioni   | Espulsioni    | Presenze                          | Reti                              | Ammonizioni                       | Espulsioni                        | Presenze | Reti   | Ammonizioni | Espulsioni |
| ------------ | ---------- | ---------- | ----------- | ---------- | ----------------- | ----------------- | ----------------- | ----------------- | ------------- | ------------- | ------------- | ------------- | --------------------------------- | --------------------------------- | --------------------------------- | --------------------------------- | -------- | ------ | ----------- | ---------- |
| P. Agostino  | 27         | 12         | 2           | 0          | 3                 | 3                 | 0                 | 0                 | 0             | 0             | 0             | 0             | 8                                 | 1                                 | 1                                 | 0                                 | 38       | 16     | 3           | 0          |
| N. Aygün     | 0          | 0          | 0           | 0          | 0                 | 0                 | 0                 | 0                 | 0             | 0             | 0             | 0             | 0                                 | 0                                 | 0                                 | 0                                 | 0        | 0      | 0           | 0          |
| M. Beierle   | 18         | 2          | 3           | 0          | 1                 | 1                 | 0                 | 0                 | 1             | 0             | 0             | 0             | 4                                 | 0                                 | 0                                 | 0                                 | 24       | 3      | 3           | 0          |
| D. Bierofka  | 28         | 3          | 6           | 0          | 3                 | 0                 | 0                 | 0                 | 0             | 0             | 0             | 0             | 5                                 | 0                                 | 0                                 | 0                                 | 36       | 3      | 6           | 0          |
| D. Borimirov | 25         | 3          | 8           | 1          | 1                 | 0                 | 0                 | 0                 | 1             | 0             | 1             | 0             | 5                                 | 0                                 | 0                                 | 0                                 | 32       | 3      | 9           | 1          |
| H. Cerny     | 24         | 0          | 1           | 1          | 3                 | 1                 | 1                 | 0                 | 1             | 0             | 0             | 0             | 8                                 | 0                                 | 0                                 | 0                                 | 36       | 1      | 2           | 1          |
| M. Čížek     | 0          | 0          | 0           | 0          | 0                 | 0                 | 0                 | 0                 | 0             | 0             | 0             | 0             | 0                                 | 0                                 | 0                                 | 0                                 | 0        | 0      | 0           | 0          |
| U. Ehlers    | 15         | 0          | 3           | 0          | 1                 | 0                 | 1                 | 0                 | 0             | 0             | 0             | 0             | 2                                 | 0                                 | 0                                 | 0                                 | 18       | 0      | 4           | 0          |
| M. Esche     | 0          | 0          | 0           | 0          | 0                 | 0                 | 0                 | 0                 | 0             | 0             | 0             | 0             | 0                                 | 0                                 | 0                                 | 0                                 | 0        | 0      | 0           | 0          |
| H. Greilich  | 2          | 0          | 0           | 0          | 0                 | 0                 | 0                 | 0                 | 0             | 0             | 0             | 0             | 0                                 | 0                                 | 0                                 | 0                                 | 2        | 0      | 0           | 0          |
| T. Hoffmann  | 14         | 0          | 1           | 0          | 0                 | 0                 | 0                 | 0                 | 0             | 0             | 0             | 0             | 0                                 | 0                                 | 0                                 | 0                                 | 14       | 0      | 1           | 0          |
| M. Hofmann   | 8          | 0          | 0           | 0          | 0                 | 0                 | 0                 | 0                 | 0             | 0             | 0             | 0             | 2                                 | 0                                 | 0                                 | 0                                 | 10       | 0      | 0           | 0          |
| C. Holzer    | 0          | 0          | 0           | 0          | 0                 | 0                 | 0                 | 0                 | 0             | 0             | 0             | 0             | 0                                 | 0                                 | 0                                 | 0                                 | 0        | 0      | 0           | 0          |
| T. Häßler    | 32         | 7          | 4           | 0          | 3                 | 0                 | 0                 | 0                 | 1             | 0             | 0             | 0             | 8                                 | 0                                 | 0                                 | 0                                 | 44       | 7      | 4           | 0          |
| S. Jentzsch  | 27         | 0          | 0           | 0          | 3                 | 0                 | 0                 | 0                 | 1             | 0             | 0             | 0             | 4                                 | 0                                 | 0                                 | 0                                 | 35       | 0      | 0           | 0          |
| A. Keller    | 0          | 0          | 0           | 0          | 0                 | 0                 | 0                 | 0                 | 0             | 0             | 0             | 0             | 0                                 | 0                                 | 0                                 | 0                                 | 0        | 0      | 0           | 0          |
| M. Kurz      | 26         | 0          | 7           | 0          | 2                 | 0                 | 0                 | 1                 | 0             | 0             | 0             | 0             | 8                                 | 0                                 | 1                                 | 0                                 | 36       | 0      | 8           | 1          |
| M. Max       | 31         | 8          | 5           | 0          | 3                 | 2                 | 0                 | 0                 | 0             | 0             | 0             | 0             | 7                                 | 0                                 | 0                                 | 0                                 | 41       | 10     | 5           | 0          |
| E. Mykland   | 21         | 0          | 5           | 0          | 2                 | 0                 | 1                 | 0                 | 1             | 0             | 0             | 0             | 7                                 | 0                                 | 1                                 | 1                                 | 31       | 0      | 7           | 1          |
| S. Paßlack   | 10         | 0          | 1           | 0          | 1                 | 0                 | 0                 | 0                 | 1             | 0             | 1             | 0             | 6                                 | 0                                 | 0                                 | 0                                 | 18       | 0      | 2           | 0          |
| A. Pfuderer  | 9          | 0          | 1           | 0          | 1                 | 1                 | 0                 | 0                 | 0             | 0             | 0             | 0             | 0                                 | 0                                 | 0                                 | 0                                 | 10       | 1      | 1           | 0          |
| M. Pürk      | 6          | 0          | 0           | 0          | 1                 | 0                 | 0                 | 0                 | 1             | 0             | 0             | 0             | 1                                 | 0                                 | 0                                 | 0                                 | 9        | 0      | 0           | 0          |
| T. Riedl     | 11         | 0          | 4           | 0          | 2                 | 1                 | 1                 | 0                 | 0             | 0             | 0             | 0             | 0                                 | 0                                 | 0                                 | 0                                 | 13       | 1      | 5           | 0          |
| V. Riseth    | 21         | 1          | 4           | 1          | 1                 | 0                 | 0                 | 0                 | 0             | 0             | 0             | 0             | 0                                 | 0                                 | 0                                 | 0                                 | 22       | 1      | 4           | 1          |
| M. Schroth   | 13         | 2          | 1           | 0          | 0                 | 0                 | 0                 | 0                 | 0             | 0             | 0             | 0             | 0                                 | 0                                 | 0                                 | 0                                 | 13       | 2      | 1           | 0          |
| M. Stranzl   | 22         | 1          | 5           | 2          | 2                 | 0                 | 0                 | 0                 | 0             | 0             | 0             | 0             | 8                                 | 0                                 | 1                                 | 0                                 | 32       | 1      | 6           | 2          |
| F. Tapalović | 10         | 0          | 2           | 0          | 1                 | 0                 | 0                 | 0                 | 1             | 0             | 0             | 0             | 3                                 | 0                                 | 0                                 | 0                                 | 15       | 0      | 2           | 0          |
| R. Týce      | 25         | 1          | 3           | 0          | 2                 | 0                 | 0                 | 0                 | 1             | 0             | 0             | 0             | 5                                 | 0                                 | 0                                 | 0                                 | 33       | 1      | 3           | 0          |
| T. Votava    | 8          | 0          | 0           | 0          | 0                 | 0                 | 0                 | 0                 | 1             | 0             | 0             | 0             | 1                                 | 0                                 | 1                                 | 0                                 | 10       | 0      | 1           | 0          |
| B. Winkler   | 7          | 0          | 1           | 0          | 1                 | 0                 | 0                 | 0                 | 1             | 0             | 0             | 0             | 2                                 | 0                                 | 0                                 | 0                                 | 11       | 0      | 1           | 0          |
| N. Zelić     | 27         | 0          | 6           | 0          | 3                 | 0                 | 1                 | 0                 | 1             | 0             | 0             | 0             | 6                                 | 0                                 | 0                                 | 1                                 | 37       | 0      | 7           | 1          |